# Bratsko-Semenivka, Krîvîi Rih
Bratsko-Semenivka (în ucraineană Братсько-Семенівка) este un sat în comuna Nadejdivka din raionul Krîvîi Rih, regiunea Dnipropetrovsk, Ucraina.

## Demografie
Componența lingvistică a localității Bratsko-Semenivka
     Ucraineană (100%)
Conform recensământului din 2001, toată populația localității Bratsko-Semenivka era vorbitoare de ucraineană (100%).